# Bibio albipennis
Bibio albipennis är en tvåvingeart som beskrevs av Thomas Say 1823. Bibio albipennis ingår i släktet Bibio och familjen hårmyggor. Inga underarter finns listade i Catalogue of Life.